# Qeshlāq-e Nafar
Qeshlāq-e Nafar (persiska: قشلاق نفر) är en ort i Iran.   Den ligger i provinsen Semnan, i den centrala delen av landet, 100 km sydost om huvudstaden Teheran. Qeshlāq-e Nafar ligger 876 meter över havet och antalet invånare är 147.
Terrängen runt Qeshlāq-e Nafar är platt åt sydost, men åt nordväst är den kuperad. Terrängen runt Qeshlāq-e Nafar sluttar söderut.Runt Qeshlāq-e Nafar är det glesbefolkat, med 9 invånare per kvadratkilometer. Trakten runt Qeshlāq-e Nafar består till största delen av jordbruksmark.